# Passiflora bilobata
Passiflora bilobata Juss. – gatunek rośliny z rodziny męczennicowatych (Passifloraceae Juss. ex Kunth in Humb.). Występuje naturalnie na Jamajce, w Haiti, Dominikanie oraz na Portoryko. 

## Morfologia
PokrójZielne, trwałe, nagie liany dorastające do 0,5–2 m wysokości.
LiścieBlaszka liściowa ma podwójnie klapowany kształt. Nasada liścia jest tępa lub klinowa. Liście są skórzaste. Mają 2,5–6,5 cm długości oraz 0,5–1,5 cm szerokości. Są całobrzegie. Wierzchołek jest tępy lub spiczasty. Ogonek liściowy jest owłosiony i ma długość 3–5 mm. Przylistki są wąskie, mają 4 mm długości.
KwiatyZebrane w pary. Działki kielicha są podłużne, zielone, mają 0,4–0,6 cm długości. Płatki są podłużne, zielone, mają 0,4–0,6 cm długości. Przykoronek ułożony jest w dwóch rzędach, zielonkawy.
OwoceSą jajowatego lub kulistego kształtu. Mają 1–1,4 cm długości.